# نيل دبليو. شامبرلين
نيل دبليو. شامبرلين (بالإنجليزية: Neil W. Chamberlain)‏ هو اقتصادي وشاعر أمريكي، ولد في 18 مايو 1915، وتوفي في 14 سبتمبر 2006.